# 장덕창
장덕창(張德昌, 1903년 5월 9일 ~ 1972년 7월 11일)은 일제 강점기 민간 항공 비행학교 출신의 베테랑 조종사이고 대한민국의 군인 겸 정치인이다.

## 생애
민주당 중앙위원장 겸 당무위원 등을 지낸 그의 지난날 일본식 이름은 하나야마 도쿠쇼(華山德昌)이다.
1917년 당시 미국 비행사 아트 스미스의 여의도 곡예 비행을 보고 나서 비행사가 되기로 결심하였고, 1921년 이토비행연구소에 입소하여 비행사 면허 시험에 합격했으며 1925년 조선의 하늘을 비로소 비행기로써 항공 비행하였다.
9년 연하의 일본 출신 여자 이노우에 준코(井上順子, 1912년 3월 24일 출생 ~ 1988년 2월 22일 병몰하였으며 한국 이름을 장행자(張杏子)로 개명.)와 1929년 결혼하였으며 그녀와 사이에 1남 1녀를 두었다.